# Gelechiidae
Gelechiidae là một họ bướm đêm thuộc siêu họ Gelechioidea. Họ này bao gồm các loài bướm đêm rất nhỏ, cánh hẹp, tua. Ấu trùng ăn hầu hết các phần của thực vật nơi chúng làm tổ.
Cho đến cuối thế kỷ 20, có hơn 500 chi với hơn 4.500 loài được xếp vào họ này, trong đó có khoảng 650 loài chỉ có mặt ở Bắc Mỹ.
Là loài ăn thực vật đẻ nhiều, số lượng lớn, một số loài gây hại cho nông nghiệp như: 
- Anacampsis sarcitella – Pack Moth
- Anarsia lineatella – Peach Twig Borer
- Aproaerema modicella – Groundnut Leafminer
- Keiferia lycopersicella – Tomato Pinworm
- Pectinophora gossypiella – Pink Bollworm
- Phthorimaea operculella – Potato Tuber Moth, Tobacco Splitworm
- Sitotroga cerealella – Angoumois Grain Moth
- Tecia solanivora[cần kiểm chứng] (Povolny, 1973)[cần kiểm chứng] – Guatemalan Potato Moth, miền trung American Potato Tuber Moth
- Tuta absoluta – Tomato Leafminer, South American Tomato Moth

## Phân loại và hệ thống
So sánh với các họ Gelechioidea đa dạng khác – Coleophoridae (case-bearers) và Oecophoridae (concealer moths) –, hệ thống phân loại của Gelechiidae thì ít có tranh cãi.

Phân họ Dichomeridinae (bao gồm Chelariinae)
- Acompsia
- Ananarsia
- Anaptilora
- Anarsia
- Anasphaltis
- Arotria
- Atasthalistis
- Bagdadia
- Brachmia
- Brachyacma
- Capidentalia
- Cymotricha
- Dendrophilia
- Dichomeris
- Empalactis
- Faristenia
- Helcystogramma
- Holcophora
- Hyodectis
- Hypatima
- Myconita
- Neofaculta
- Nothris
- Paralida
- Scodes
- Streniastis
- Symbolistis
- Syndesmica
- Xerometra

Phân họ Gelechiinae (bao gồm Anacampsinae, Anomologinae, Apatetrinae)
- Anacampsis
- Anomologa
- Apatetris
- Bryotropha
- Chionodes
- Gelechia
- Metzneria

Phân họ Pexicopiinae
- Palumbina
- Pectinophora
- Pexicopia – Hollyhock Seed Moth
- Sitotroga

Các chi incertae sedis (bao gồm Brachmiinae, Physoptilinae)
- Aerotypia
- Antithyra
- Dicranucha
- Metopios
- Paraschema
- Pseudosymmoca
- Sphagiocrates
- Stenoalata
- Syrmadaula

## Hình ảnh

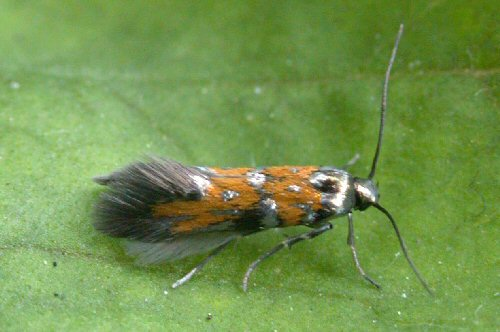
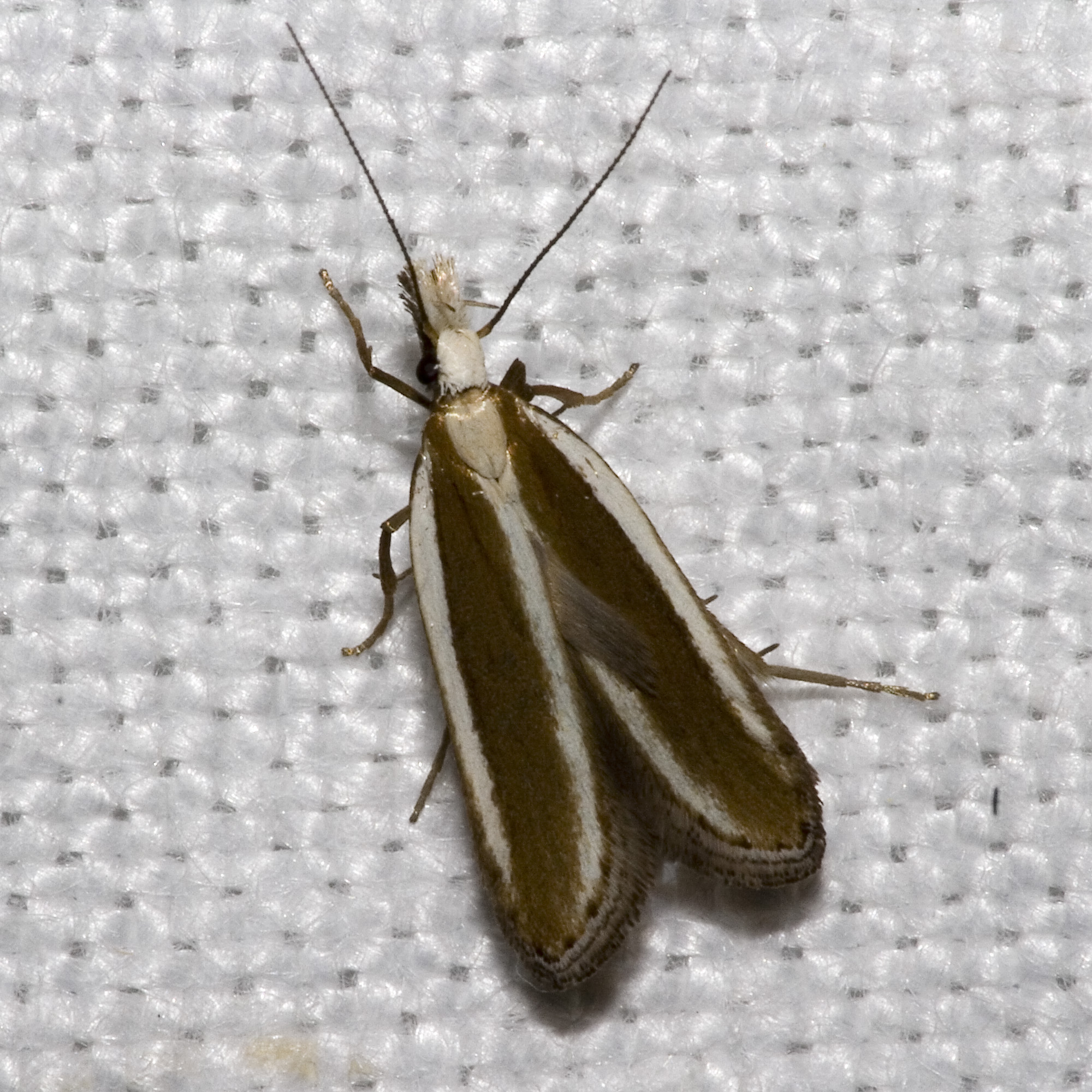
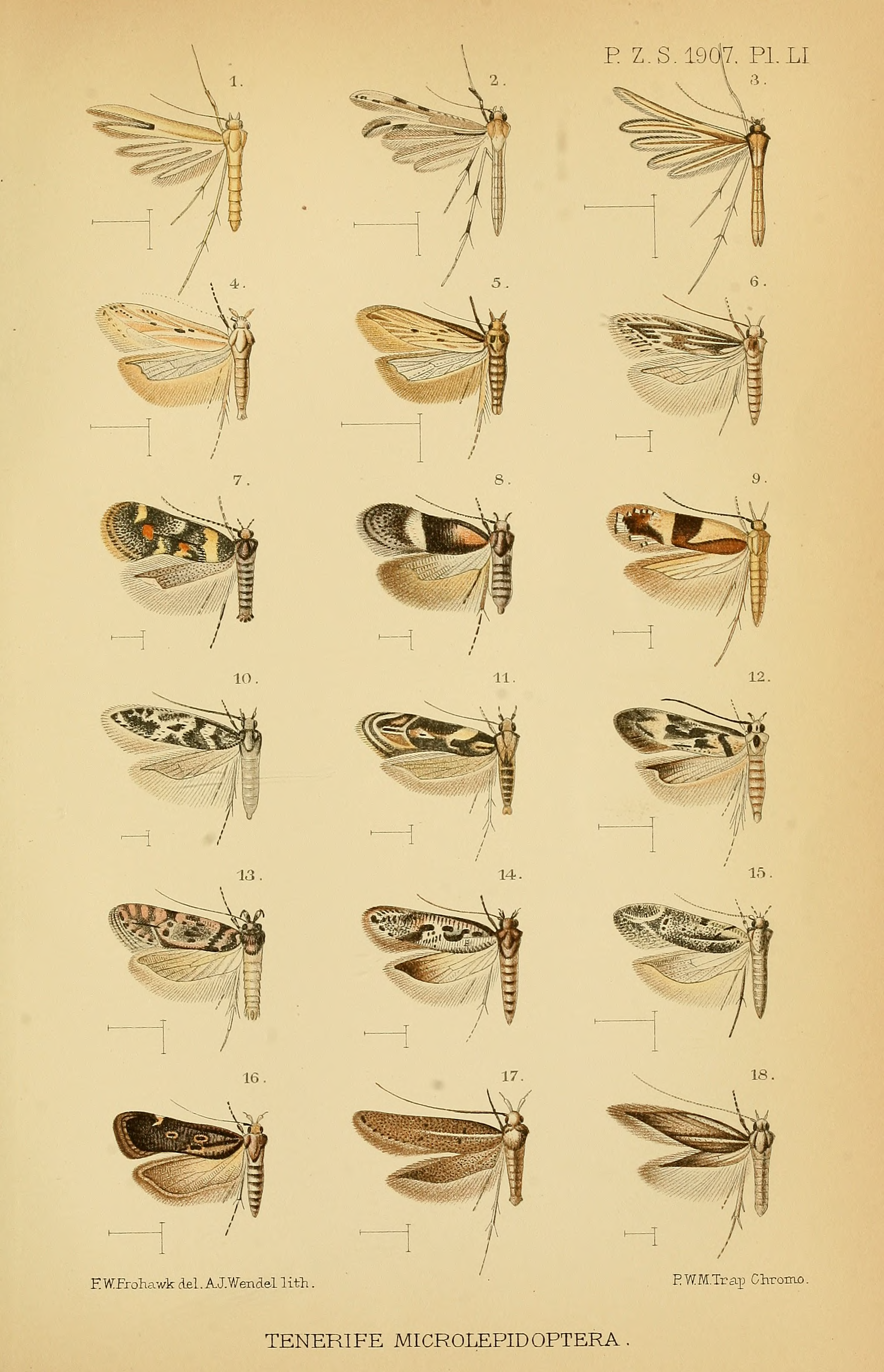